# Paramussardia flavoscutellata
Paramussardia flavoscutellata là một loài bọ cánh cứng trong họ Cerambycidae.